# Chrysallida vignali
Chrysallida vignali is een slakkensoort uit de familie van de Pyramidellidae. De wetenschappelijke naam van de soort is voor het eerst geldig gepubliceerd in 1910 door Lamy.